# Іван Стоянов (1949)
Іван Стоянов (болг. Иван Стоянов, 20 січня 1949, Софія — 10 грудня 2017) — болгарський футболіст, що грав на позиції захисника.
Виступав, зокрема, за «Левскі», а також національну збірну Болгарії, у складі якої був учасником чемпіонату світу 1974 року.

## Клубна кар'єра
У дорослому футболі дебютував 1967 року виступами за команду «Спартак» (Софія), в якій провів один сезон, вигравши за його підсумками Кубок Болгарії.
Своєю грою за цю команду привернув увагу представників тренерського штабу клубу «Левскі», до складу якого приєднався 1968 року. Відіграв за команду з Софії наступні дев'ять сезонів своєї ігрової кар'єри, провівши 204 гри в усіх турнірах та забивши 4 голи. За цей час він став чемпіоном Болгарії в 1970, 1974 і 1977 роках і переможцем Кубка країни в 1970, 1971, 1976 і 1977 роках. Також допоміг команді здобувати високі результати на міжнародній арені, зокрема чвертьфінал Кубка володарів кубків у 1970 і 1977 роках, а також Кубка УЄФА в 1976 році.
Завершив ігрову кар'єру у команді «Бдин» (Видин), за яку виступав протягом 1977—1979 років у другому дивізіоні країни.

## Виступи за збірну
21 червня 1972 року дебютував в офіційних матчах у складі національної збірної Болгарії в товариській грі проти Італії (1:1).
У складі збірної був учасником чемпіонату світу 1974 року у ФРН, зігравши один матч проти Нідерландів (1:4), а його команда не подолала груповий етап.
Після «мундіалю» за збірну більше не грав. Загалом протягом кар'єри у національній команді, яка тривала 8 років, провів у її формі 19 матчів.
Помер 10 грудня 2017 року на 69-му році життя.

## Досягнення
- Чемпіон Болгарії: 1969/70; 1973/74; 1976/77;
- Володар Кубка Болгарії: 1969/70; 1970/71; 1975/76; 1976/77;